# Roullet-Saint-Estèphe
Roullet-Saint-Estèphe é uma comuna francesa na região administrativa da Nova Aquitânia, no departamento de Charente. Estende-se por uma área de 41,50 km². Em 2010 a comuna tinha 4 319 habitantes (densidade: 104,1 hab./km²).